# NEW YORK DIARY
NEW YORK DIARY（ニューヨーク・ダイアリー）はモデル出身で女優の藤原紀香が立ち上げたブランド。

## コンセプト
2004年「ニューヨークのライフスタイルの提案」をテーマに20～30代の女性向けに藤原がプロデュース。
このブランドは藤原自身がニューヨークにインスパイアされて感じた感性を活かし、好きなテイストの物を提案していく形で商品企画が進められ、ナオミ・キャンベルをはじめトリッシュ・ゴフ、タチアナ・パティツといった世界のトップスーパーモデルたちもこの企画に参加した。

## 取り扱い商品
ジュエリー/アクセサリー/サングラス/ペット・アイテム（撤廃）/眼鏡フレーム/陶磁器/ストッキング